# Vladimir Vinicio Basabe Fiallo
Vladimir Vinicio Basabe Fiallo (Quito, 27 de junio de 1938-Quito, 23 de junio de 2018) fue un médico especialista en salud pública. Ha trabajado durante toda su vida profesional en temas de salud; casado con Ximena Eleanor Mancheno en el año de 1965, procreó tres hijos.

## Biografía
Nació en Quito, Ecuador, el 27 de junio de 1938. Fueron sus padres Adalberto Basabe Salvador (1904-1958) y Marieta Olimpia Fiallo Morán (1904). Está casado con la Ximena Eleanor Mancheno Mancheno —nacida en Riobamba el 19 de diciembre de 1939— con la cual contrajo matrimonio el 11 de diciembre de 1965. Son sus hijos: María Soledad Basabe Mancheno —nacida en Quito en 1967—, Vladimir Vinicio Basabe Mancheno —nacido en Quito en 1968— y Ximena Alexandra Basabe Mancheno —nacida en Montevideo en 1978—. La mayor parte de su vida profesional la dedica a la especialidad de salud pública en donde tiene la oportunidad de ser asesor en salud pública de países como Uruguay, Colombia, Paraguay, Argentina y Panamá. Actualmente, con mayor tiempo para la recreación, se ha dedicado a la investigación de la genealogía e ingresa a la Corporación Sociedad Amigos de la Genealogía con sede en la ciudad de Quito.

### Estudios académicos
Realiza sus estudios universitarios en la Facultad de Medicina de la Universidad Central del Ecuador y recibe el título de médico cirujano en el año de 1967; realiza en la Ciudad de México estudios de posgrado y recibe el título de maestro en salud pública en 1972; la tesis de grado versó sobre Un posible Programa para Planificación Familiar en México, DF. Cursa estudios en Chile sobre demografía y administración hospitalaria en Argentina. Durante los años de 1977 a 1994 es consultor internacional de la Oficina Sanitaria Panamericana.

### Ejercicio profesional
Una vez graduado se desempeña como oficial médico del Ejército del Ecuador desde 1967 a 1971; luego de haber realizado cursos de Salud Pública en Chile, es nombrado jefe de unidad de la Evaluación de Programas del Ministerio de Salud del Ecuador desde 1972 a 1974; es designado director nacional médico social del Instituto Ecuatoriano de Seguridad Social desde 1976 a 1977; a partir de este momento se desempeña como consultor en Desarrollo de Servicios de Salud y Seguridad Social y Administración Hospitalaria OPS/OMS, Uruguay, desde 1977 a 1984 y continúa las asesorías en Colombia por cuatro años, en Paraguay durante cuatro años, en Argentina durante tres años, en Panamá un año. Cuando regresa a su país se desempeña como asesor de Salud del ISSFA, es director nacional médico social del IESS durante diez meses desde 1997 a 1998, gerente del Banco de Sangre de la Cruz Roja Nacional, luego asesor de la dirección Nacional de Salud de la Policía nacional de 1998 a 1999; asesor del Aseguramiento Universal Vicepresidencia de la República, asesor del Hospital Quito N.° 1 de la Policía Nacional y de la Presidencia de la República entre abril y octubre de 2006 en el período del presidente de la República de Alfredo Palacio González, médico cardiólogo.

### Docencia
Profesor titular de Salud Pública de la Facultad de Medicina de la Universidad Central del Ecuador, 1974-1977; ha realizado investigación en diversos temas de la salud pública y publicado monografías en diversos países a los que ha llegado. Dicta conferencias con temas de salud como «La salud, sus componentes y alcances», «Salud para todos en el año 2000 y atención primaria», «Sistemas locales de Salud», «Planificación estratégica, administración estratégica», «Administración de servicios de salud», «Sistemas de información», «Programación en salud», «Toma de decisiones», «Participación comunitaria», «Evaluación de servicios de salud», «Regionalización de servicios», «Marco lógico», «Elaboración de proyectos», «Salud materno infantil», «Salud del trabajador», «Articulación docente asistencial», «Seguridad social», «El medicamento bueno, barato y al alcance de la población», «Administración hospitalaria», «El uso del computador en la programación de servicios y en la elaboración de proyectos», «Metodología del análisis sectorial», «Teoría y práctica en salud», «La salud y la microempresa», «Administración hospitalaria», «Reingeniería hospitalaria», «Metodología para el análisis sectorial en salud», «Rol del Estado en salud» y «Estudio actuarial en salud».

## Membresía
- Asociación de Exalumnos Colegio San Gabriel
- Colegio Médico de Pichincha
- Sociedad de Ginecología y Obstetricia del Ecuador
- Miembro del Directorio de la Asociación Pro Bienestar de la Familia Ecuatoriana (APROFE)
- Presidente de la Sociedad de Salud Pública del Ecuador, 1976-1977
- Miembro de la Sociedad de Egresados Dale Carniege 147
- Club Rotario Trinidad Paraguay 1988-1990
- Club Rotario La Lucila Provincia de Buenos Aires 1990- 1993
- Club Rotario Quito Sur desde noviembre de 1995 hasta noviembre de 1998.
- Miembro de la Asociación de Exfuncionarios de Naciones Unidas 2004-2008
- Miembro de la Asociación de Exfuncionarios de Naciones Unidas del Ecuador.
- Miembro de la Corporación Sociedad Amigos de la Genealogía, Quito.

## Obras

### Trabajos científicos médicos publicados
- Basabe Fiallo, Vladimir. 1968. Planificación familiar. Quito: Mem. II Congreso de Sanidad Militar. pp.234-247.
- Basabe Fiallo, Vladimir y Col. 1986. Niveles de complejidad , Modelo Teórico. Bogotá, Colombia: Ministerio de Salud. OPS/ OMS.

- Basabe Fiallo, Vladimir. 1988. Administración. En: Salud Pública Materno Infantil. Tomo II. Dr. Ángel Gonzalo Díaz. Coordinador). Publicación Científica N° 1167 del Centro Latinoamericano de Perinatología y Desarrollo Humano. OPS/ OMS. Montevideo, Uruguay. pp. 57-92.

- Basabe Fiallo, Vladimir. 1988. Sistemas de Servicios de Salud. En: Salud Pública Materno Infantil. Tomo II. Dr. Ángel Gonzalo Díaz. Coordinador). Publicación Científica N° 1167 del Centro Latinoamericano de Perinatología y Desarrollo Humano. OPS/ OMS. Montevideo, Uruguay. pp. 93-102.

- Basabe Fiallo, Vladimir. 2007. Sistemas de Servicios de Salud. Quito: Correo Poblacional, Salud Reproductiva y Gerencia en Salud. 15 (1): 19-22.

- Basabe Fiallo, Vladimir. 2008. Administración Estratégica en Salud (I parte). Quito: Correo Poblacional, Salud Reproductiva y Gerencia en Salud. 16 (3): 25-27.

- Basabe Fiallo, Vladimir. 2008. Administración Estratégica en Salud (II parte). Quito: Correo Poblacional, Salud Reproductiva y Gerencia en Salud. 16 (4): 23-26.

- Basabe Fiallo, Vladimir. 2009. Procesos de Planificación en Salud (I parte). Quito: Correo Poblacional, Salud Reproductiva y Gerencia en Salud. 17 (2): 27-30.

- Basabe Fiallo, Vladimir. 2009. Procesos de Planificación en Salud (II parte). Quito: Correo Poblacional, Salud Reproductiva y Gerencia en Salud. 17 (3): 27-32.

- Basabe Fiallo, Vladimir. 2010. Procesos de Planificación en Salud (Última parte). Quito: Correo Poblacional, Salud Reproductiva y Gerencia en Salud. 17 (4): 26-29.

- Basabe Fiallo, Vladimir. 2011. Doctrina en Salud (I parte). Quito: Correo Poblacional, Salud Reproductiva y Gerencia en Salud. 19 (1): 25-29.

- Basabe Fiallo, Vladimir. 2008. Administración en Salud (III parte). Quito: Correo Poblacional, Salud Reproductiva y Gerencia en Salud. 20 (6): 28-30.

- Basabe Fiallo, Vladimir. 2011. Doctrina en Salud (II parte). Quito: Correo Poblacional, Salud Reproductiva y Gerencia en Salud. 19 (2): 25-29.

- Basabe Fiallo, Vladimir. 2011. Gestión de Establecimientos de Salud. Quito: Correo Poblacional, Salud Reproductiva y Gerencia en Salud. 19 (3): 26-30.